# ダントンの死
『ダントンの死』（Dantons Tod）は、1835年に執筆されたゲオルク・ビューヒナーの戯曲。第一共和政下のフランスで実権を握ったマクシミリアン・ロベスピエールによって、革命の立役者の一人であったジョルジュ・ダントンが追い詰められ、断頭台に送られるまでの1794年3月から4月までを描いている。
作者ビューヒナーは当時、扇動的な政治パンフレット『ヘッセン急使』を執筆したことで警察から嫌疑を受けており、亡命資金を得る目的で5週間の間にこの戯曲を仕上げ、新進作家であったカール・グツコーに送った。送金は亡命には間に合わなかったが、グツコーは卑猥すぎる表現など100箇所以上を訂正した上で1835年3月から4月にかけて『フェーニックス』誌に連続掲載し、同年中にザウアーレンダー書店より出版された。
作品の執筆に当たり、ビューヒナーは以下のものを資料としている。雑誌『現代』（Unsere Zeit oder geschichtliche ubersicht der merkwurdigsten Ereignisse von 1789 bis 1830）、ティエール『フランス革命史』（1825年）、ミニェ『フランス革命史』（1824年）。

## 登場人物
- ジョルジュ・ダントン
- カミーユ・デムーラン
- エロー・ド・セシェル
- ピエール・フィリポー
- ラクロワ（ジャン・フランソワ・デラクロワ）
- マクシミリアン・ロベスピエール
- サン・ジュスト
- コロー・デルボワ
- ジュリー（ダントンの妻）
- リュシール・デュプレシ

他多数。

## 構成
第1幕
ダントンは妻のジュリーとともに、トランプ遊びに興じる仲間を眺めている。そこにフィリポーが、エベール派がギロチンにかけられたことを知らせに来る。ジャコバン・クラブではロベスピエールが革命の推進を妨げる「内部の敵」を討つ必要性を訴え、恐怖政治の必要性を説く。仲間に危険を知らされたダントンはロベスピエールと面談するが、意見が合わないまま訣別する。ダントンと別れたロベスピエールはサン・ジュストに促され、ダントン一派を公安委員会にかけ処刑する決意をする。
第2幕
ダントンはカミーユらに逃げるように促されるが、やつらは踏み切れないだろうと言って同意しない。夜、ダントンは九月虐殺を思い出し窓辺でうわごとを言う。そして民兵たちが家に突入し、ダントンはラクロワ、カミーユ、フィリポーとともに逮捕される。
第3幕
ダントンたちはリュクサンブールの牢獄に入れられた後、革命裁判所にかけられる。ダントンは裁判で演説をぶち陪審員の心をつかみかけるが、次の裁判でサン・ジュストがダントンの妻ジュリーとカミーユの妻リュシールの陰謀をでっち上げ、裁判をダントンの不利に進めようとする。
第4幕
ダントンたちは処刑が決まり、コンシェルジュリーの獄舎からギロチンの待つ革命広場へと連れて行かれる。処刑が終わり、死刑執行人がギロチンの手入れをしていると、狂気に陥ったリュシールがやってくる。リュシールは「王様万歳」と叫び、衛兵に連行されていく。

## 上演
『ダントンの死』は1910年、ハンブルクにおいてレーオポルト・イェスナー（de:Leopold Jessner）の演出で公式的に上演された。またゴットフリート・フォン・アイネムがオペラを制作しており、1947年にザルツブルク音楽祭においてフェレンツ・フリッチャイの指揮で初演されている。
1918年にモスクワで初演されたアレクセイ・ニコラエヴィッチ・トルストイによる翻案版もあり、これは、1929年1月26日から1月29日、築地小劇場での日本のプロレタリア劇団「東京左翼劇場」の第4回公演（村山知義・佐野碩演出、村山知義装置）で上演されたことがある。

## 日本語訳
- 新関良三訳 『近代劇全集』 第一書房、1928年
- 黒田礼二訳 『世界戯曲全集』、1929年
- 井汲越次訳 日本評論社（世界古典文庫）、1949年
- 石黒英男訳　『ゲオルク・ビュヒナー全集』 河出書房、1970年
- 山下純照訳 『ベスト・プレイズ 西洋古典戯曲』 日本演劇学会分科会西洋比較演劇研究会編 白凰社、2000年5月
- 岩淵達治訳  岩波文庫、2006年
- 谷口廣治訳 『ゲオルク・ビュヒナー全集』 鳥影社、2011年